# Imo Heite
Imo Heite (* 29. Juni 1938 in Weißenfels) ist ein deutscher Schauspieler und Synchronsprecher.

## Leben und Werk
Nach dem Gymnasium besuchte er die Folkwang-Schule in Essen. Er begann seine Bühnenlaufbahn 1966 am Fränkischen Theater Maßbach. 1967 wechselte er an das Theater der Stadt Essen, 1968 an das Musiktheater im Revier in Gelsenkirchen und 1976 nach Karlsruhe. Danach arbeitete er als freier Schauspieler.
Als solcher unternahm er zahlreiche Tourneen. Außer in einigen Spielfilmen war Heite vor allem in vielen Fernsehspielen und Serien zu sehen. Daneben betätigte er sich als Synchron- und Hörspielsprecher.

## Filmografie
| - 1969: Die Reise nach Tilsit - 1969: Tausendundeine Nacht (Serie) - 1970: Der Bettelstudent - 1970: Unternehmer - 1970: Merkwürdige Geschichten – Bild aus der Zukunft (TV-Serie) - 1971: Paragraph 218 – Wir haben abgetrieben, Herr Staatsanwalt - 1971: Schüler-Report - 1971: Tatort – Kressin stoppt den Nordexpress (TV-Reihe) - 1972: Privatdetektiv Frank Kross (Serie) - 1972: Blutiger Freitag - 1972: Der Amateur - 1972: Tatort – Kressin und die Frau des Malers (TV-Reihe) - 1973: Fußballtrainer Wulff (Serie) - 1973: Tatort – Stuttgarter Blüten (TV-Reihe) - 1973: Okay S.I.R. – Opa Jonopot (TV-Serie) - 1974: Autoverleih Pistulla (TV-Serie) - 1976: Freiwillige Feuerwehr (Serie) - 1976: Notarztwagen 7 (Serie) - 1978: Jean-Christophe (Serie) - 1978: Ausgerissen! Was nun? (Serie) | - 1980: Ein Guru kommt - 1983: Geheimsender 1212 - 1983: Für 'n Groschen Brause - 1983: Mensch, Berni - 1983: Polizeiinspektion 1 – Der Betriebsunfall (Serie) - 1983: Der Androjäger – Eine Perle von einem Boten (Serie) - 1984: Die schöne Wilhelmine (Serie) - 1984: Der Alte – Von Mord war nicht die Rede (Serie) - 1985: Ein Fall für zwei – Schwarze Zahlen (Serie) - 1986: Ein Fall für zwei – Blinder Haß (Serie) - 1987: Moselbrück (Serie) - 1991: Schloß Pompon Rouge – Der Mohr (Serie) - 1992: Regina auf den Stufen (Serie) - 1997: Dr. Stefan Frank – Der Arzt, dem die Frauen vertrauen – Das Leben geht weiter (Serie) - 1998: Großstadtrevier – Fehlschuß (Serie) - 1998: Ein Fall für zwei – Schlechte Karten (Serie) - 2000: Der Clown (Serie) - 2004: Dr. Sommerfeld – Neues vom Bülowbogen – Nahkampf (Serie) - 2008: Die Tochter |